# Engenharia de radiodifusão
Engenharia de radiodifusão ou transmissão é o campo da engenharia elétrica e, agora, até certo ponto, da engenharia de computação e da tecnologia da informação, que lida com a transmissão de rádio e televisão. A engenharia de áudio e a engenharia de radiofrequência também são partes essenciais da engenharia de radiodifusão, sendo seus próprios subconjuntos da engenharia elétrica.
A engenharia de radiodifusão envolve tanto os aspectos do estúdio quanto do transmissor (toda a rede aérea), bem como as transmissões remotas. Cada estação tem um engenheiro de transmissão, embora um possa agora atender a um grupo inteiro de estações em uma cidade. Em pequenos mercados de mídia, o engenheiro pode trabalhar por contrato para uma ou mais estações, conforme necessário.

## Obrigações
Os deveres modernos de um engenheiro de transmissão incluem a manutenção de sistemas de automação de transmissão para o estúdio e sistemas de transmissão automática para a planta do transmissor. Há também deveres importantes em relação às torres de rádio, que devem ser mantidas com iluminação e pintura adequadas. Ocasionalmente, o engenheiro de uma estação deve lidar com reclamações de interferência de RF, especialmente depois que uma estação fez alterações em suas instalações de transmissão.

## Engenharia digital
A conversão para transmissão digital significa que os engenheiros de transmissão devem agora ser bem versados em televisão digital e rádio digital, além dos princípios analógicos. Novos equipamentos, do transmissor à antena de rádio e ao receptor, podem ser encontrados por engenheiros novos no campo. Além disso, as técnicas modernas impõem uma demanda maior à experiência do engenheiro, como o compartilhamento de torres de transmissão ou antenas de rádio entre diferentes estações (diplexação).
O áudio digital e o vídeo digital revolucionaram a engenharia de transmissão em muitos aspectos. Estúdios de transmissão e salas de controle agora já são digitais em grande parte, usando edição não linear e processamento de sinal digital para o que costumava levar muito tempo ou dinheiro, se é que era possível. Os consoles de mixagem para áudio e vídeo continuaram a se tornar mais digitais nos anos 2000, assim como o armazenamento de computador usado para manter as bibliotecas de mídia digital. Processamento de efeitos e gráficos de TV agora podem ser realizados com muito mais facilidade e profissionalismo também.
Com a mudança da indústria de transmissão para produção baseada em IP e tecnologia de entrega de conteúdo, não apenas a tecnologia de produção e os fluxos de trabalho estão mudando, mas também os requisitos para engenheiros de transmissão, que agora incluem conhecimento de TI e rede IP.